# Valonia ventricosa
Ventricaria ventricosa, también conocida como alga burbuja y ojo de marinero, es una especie de alga encontrada en aguas de todo el mundo en zonas tropicales y subtropicales. Es uno de los organismos unicelulares más grandes vistos hasta el momento.

## Características

### Ambiente
Valonia ventricosa normalmente crece individualmente, pero en algunos casos puede hacerlo en grupo, apareciendo en zonas de marea del área tropical y subtropical, como el Caribe, el norte a través de Florida, al sur hasta Brasil, y el Indo-Pacífico. En conjunto, habitan virtualmente cualquier océano del mundo, a veces viviendo en los restos de coral. La mayor profundidad observada para su viabilidad es de aproximadamente 80 metros.

### Fisiología y reproducción
El organismo unicelular tiene formas que van desde la esfera a ovoide, y el color varía de verde hierba a verde oscuro, aunque en el agua puede parecer plateado, verde azulado o incluso negruzco. Esto se determina por la cantidad de cloroplastos del espécimen. La superficie de la célula brilla como el cristal. El talo consiste en una célula multinucleada, resistente, de pared fina con un diámetro que va de 1 a 4 cm, aunque puede alcanzar los 5,1 cm en casos menos frecuentes. Está unida por rizoides a las fibras de sustrato.
La reproducción ocurre en una división celular segregativa, donde la célula madre multinuclear hace células hijas y los rizoides individuales crean nuevas burbujas, que se separan de la célula madre.

## Estudios
Valonia ventricosa ha sido estudiada por sus muchas propiedades particulares, como el hecho de que sus poros están ausentes de agua. Se realizó un estudio que mostraba que las propiedades de permeabilidad tanto en la ósmosis como en la difusión eran idénticas. En el estudio de la red de celulosa, y su orientación en las estructuras biológicas, Valonia ventricosa ha sufrido exhaustivos procedimientos analíticos con rayos X. También se han estudiado sus propiedades eléctricas, debido a su alto potencial eléctrico relativo al agua marina que la rodea.

## Galería de imágenes

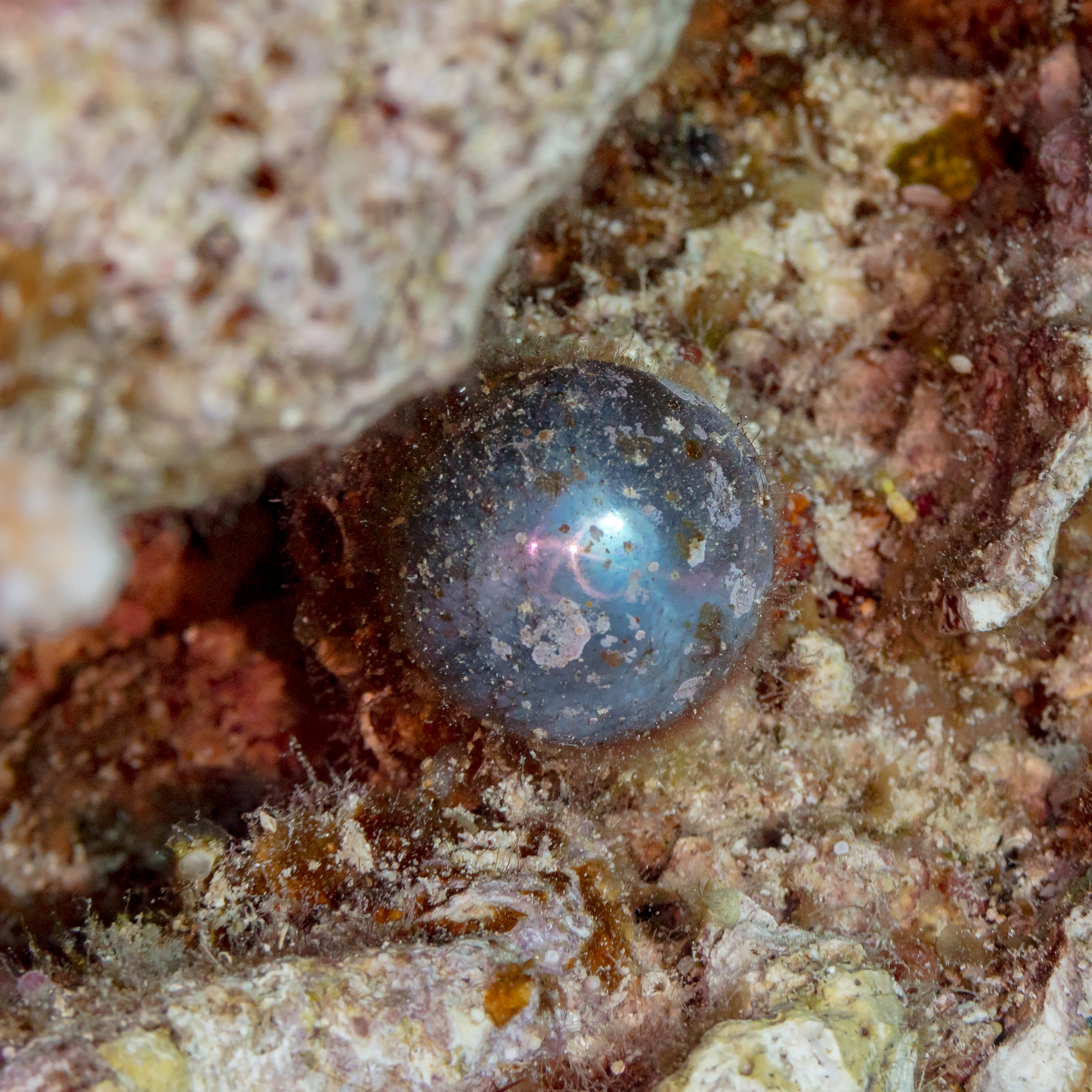
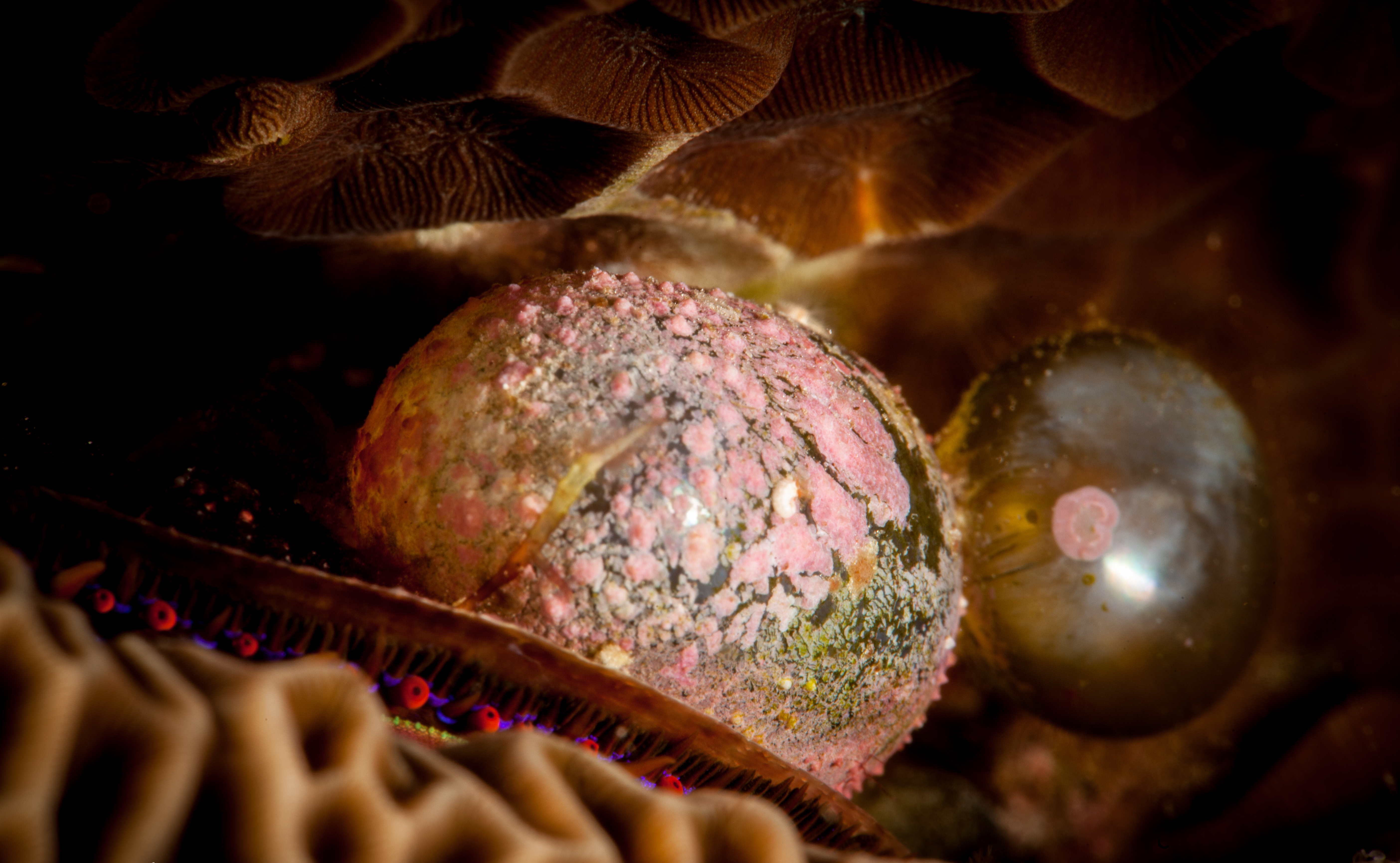
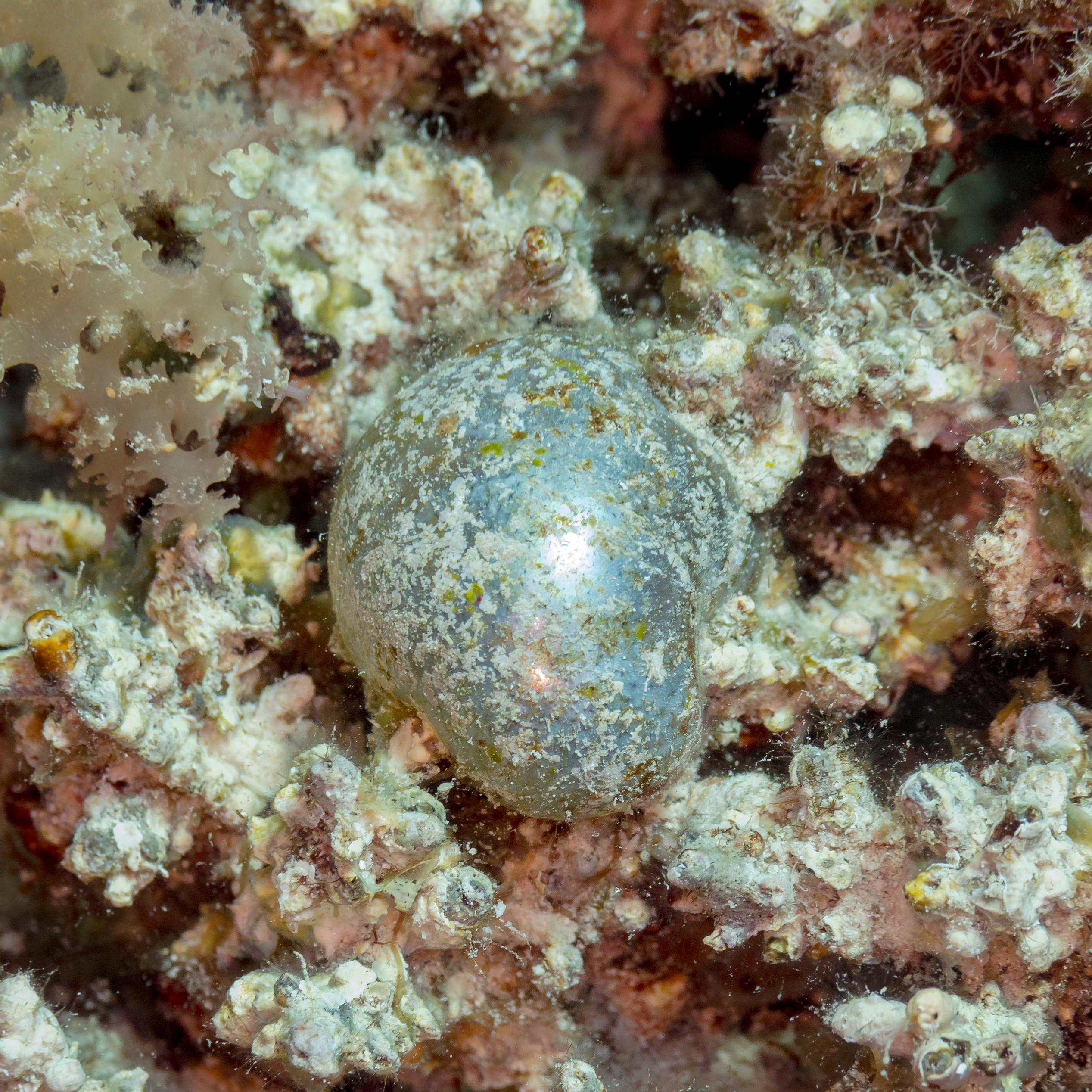
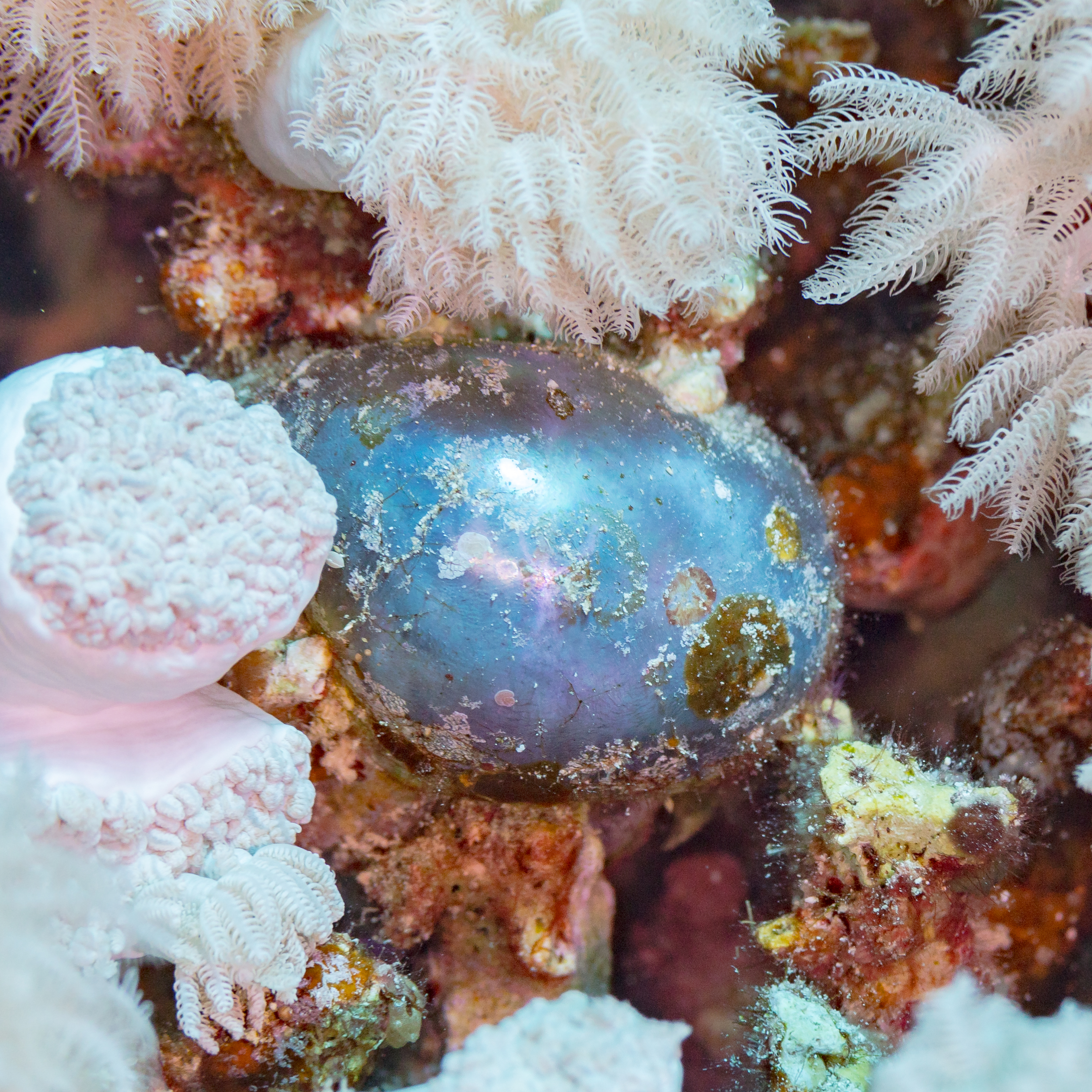
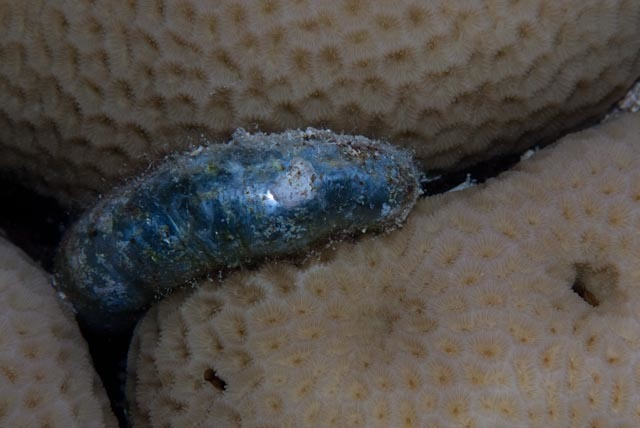
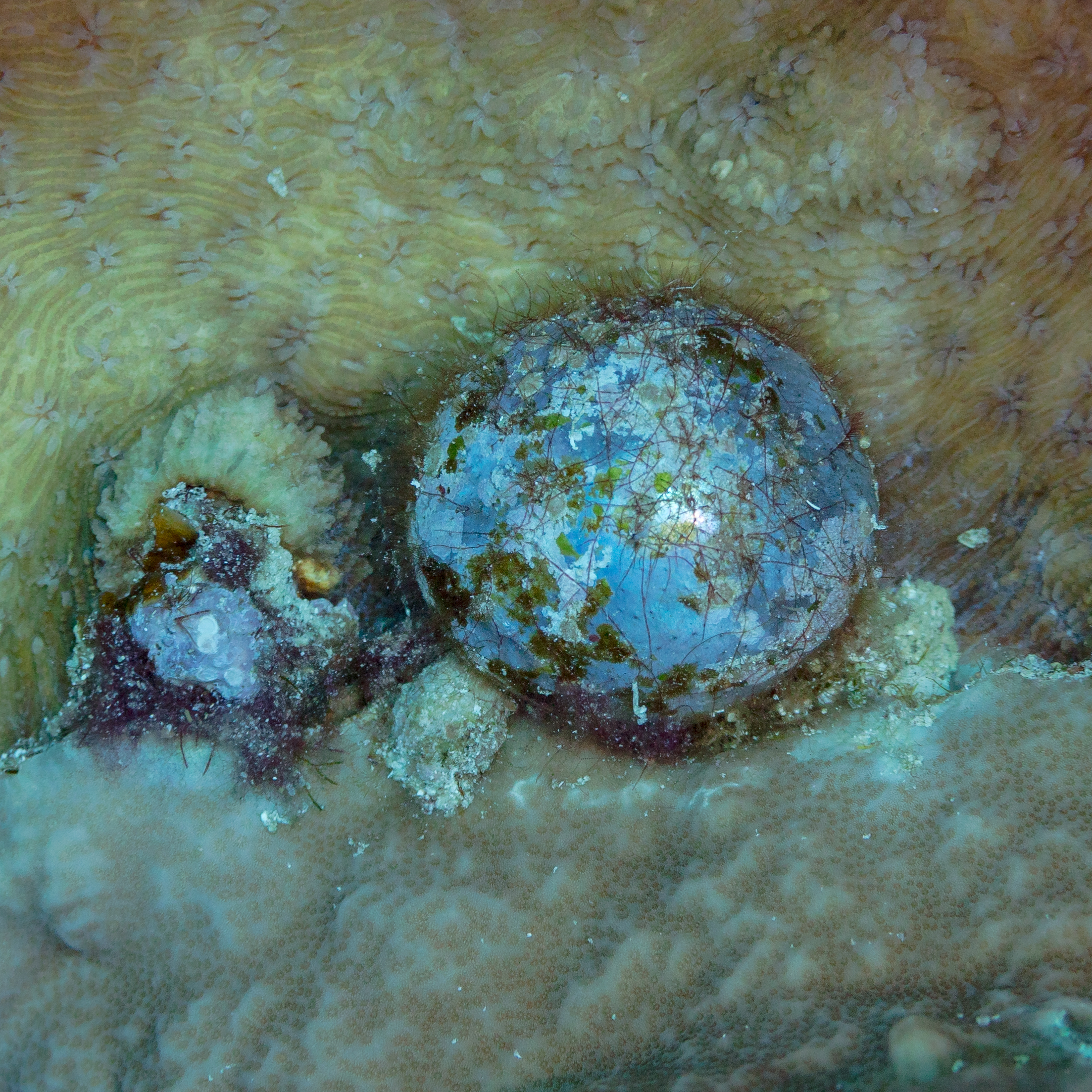